# Ванделль, Том
Том Ванделль (швед. Tom Wandell; род. 29 января 1987, Сёдертелье, Швеция) — шведский хоккеист, центральный нападающий. Воспитанник клуба «Сёдертелье». В настоящее время является игроком клуба «Юргорден», выступающего в Шведской лиге.

## Клубная карьера
Является выпускником хоккейной школы шведской команды «Сёдертелье». Считался достаточно перспективным хоккеистом, регулярно привлекался к различным юниорским сборным. В июне 2005 года был выбран на драфте НХЛ командой «Даллас Старз» в 5 раунде (под 146 номером). В сезоне 2005/06 дебютировал в Шведской Элитной Серии (за «Сёдертелье»), проведя 6 матчей. В следующем году отыграл за финский «Эссят», в составе которого провел 50 матчей (набрал 12 результативных баллов, 6+6). 15 мая 2007 года подписал трёхлетний контракт новичка с «Даллас Старз» и отправился за океан. Там он начал играть в низших лигах за аффилированные «Далласу» команды - 3 игры за «Айдахо Стилхэдз» (ECHL) и 53 игры за «Техас Старз» (10+9, 19 результативный балл). Перед сезоном 2008/09 вернулся в Швецию, где начал играть в составе «Тимро». Отыграв 51 игру в Швеции (15 голов, 26 результативных передач), он вернулся в США, где дебютировал в «Даллас Старз», в составе которого успел сыграть 14 игр (1+2). После этого стал игроком основного состава «Далласа», играя, в основном, в 3 или 4 звеньях. Концовку сезона 2009/10 он пропустил, получив травму крестообразной связки колена 21 января 2010 года.
1 апреля 2010 года подписал новый двухлетний контракт с «Далласом». В июле 2012 года команда продлила контракт, сделав форварду квалификационное предложение. В связи с локаутом в НХЛ Том Ванделль подписал контракт с череповецкой «Северсталью». После завершения локаута вернулся в Америку, где отыграл неудачно — лишь 4 результативных балла в 11 играх за «Техас» и лишь 1 гол в 18 играх за «Даллас». Контракт с «Даллас Старз» продлён не был и 3 мая 2013 года, хоккеист подписал двухлетний контракт с московским «Спартаком», став первым шведским хоккеистом в истории клуба.

## Международная карьера
Участвовал в юниорском чемпионате мира по хокею с шайбой 2004 года. Провел в составе сборной 6 матчей, отметился лишь четырьмя минутами штрафа (0 голов, 0 результативных передач).